# 泰尔格特
泰尔格特（德語：Telgte，發音：[ˈtɛlktə] ⓘ，当地发音为[ˈtɛlçtə]）是德国北莱茵-威斯特法伦州明斯特行政区瓦伦多夫县的城市，面积90.84平方千米，2023年12月31日人口为20,301人。泰尔格特每年一度的泰尔格特朝圣是德国第二大朝圣活动。

## 友好城市
泰尔格特与以下城市结为友好城市：
- 波蘭 波拉尼察-兹德鲁伊
- 俄羅斯 斯图皮诺
- 美国 汤博尔（英语：Tomball, Texas）